# Axelson (empresa)
A Axelson Aircraft Engine Company era uma fabricante de motores aeronáuticos com sede em Los Angeles no final da década de 1920.
Seus motores eram originalmente conhecidos como "FLOCO", porque o fabricante original era a "Frank L. Odenbreidt Co." Seus produtos incluíam o "Axelson A-7-R" de 115 hp e o "Axelson B" de 150 hp. Os motores Axelson foram usados para alimentar o "Swallow F28-AX", entre outras aeronaves contemporâneas.